# Championnats du monde d'Ironman 70.3 2012
Navigation
Édition précédente Édition suivante
Les championnats du monde d'Ironman 70.3 2012 se déroule le 9 septembre 2012 à Henderson dans le Nevada. Ils sont organisés par la World Triathlon Corporation.

## Résultats du championnat du monde

### Hommes
| Pos.                    | Temps            | Nom               | Pays             | Détail temps | Détail temps | Détail temps    | Détail temps | Détail temps    |
| Pos.                    | Temps            | Nom               | Pays             | Natation     | T1           | Cyclisme        | T2           | Course à pied   |
| ----------------------- | ---------------- | ----------------- | ---------------- | ------------ | ------------ | --------------- | ------------ | --------------- |
|                         | 3 h 54 min 35 s* | Sebastian Kienle  | Allemagne        | 26 min 32 s  | 2 min 27 s   | 2 h 07 min 55 s | 57 s         | 1 h 16 min 46 s |
|                         | 3 h 55 min 36 s  | Craig Alexander   | Australie        | 23 min 54 s  | 2 min 31 s   | 2 h 13 min 24 s | 51 s         | 1 h 14 min 59 s |
|                         | 3 h 56 min 25 s  | Bevan Docherty    | Nouvelle-Zélande | 23 min 51 s  | 2 min 29 s   | 2 h 13 min 41 s | 51 s         | 1 h 15 min 35 s |
| 4                       | 3 h 56 min 35 s  | Timothy O'Donnell | États-Unis       | 23 min 28 s  | 2 min 27 s   | 2 h 14 min 03 s | 48 s         | 1 h 15 min 52 s |
| 5                       | 3 h 56 min 54 s  | Andy Potts        | États-Unis       | 23 min 20 s  | 2 min 32 s   | 2 h 13 min 55 s | 53 s         | 1 h 16 min 16 s |
| 6                       | 4 h 01 min 17 s  | Bart Aernouts     | Belgique         | 26 min 30 s  | 2 min 39 s   | 2 h 13 min 03 s | 56 s         | 1 h 18 min 11 s |
| 7                       | 4 h 02 min 30 s  | Joshua Amberger   | Australie        | 23 min 16 s  | 2 min 41 s   | 2 h 13 min 48 s | 55 s         | 1 h 21 min 52 s |
| 8                       | 4 h 03 min 11 s  | Michael Raelert   | Allemagne        | 23 min 30 s  | 2 min 24 s   | 2 h 19 min 31 s | 43 s         | 1 h 17 min 06 s |
| 9                       | 4 h 03 min 27 s  | Faris Al-Sultan   | Allemagne        | 24 min 09 s  | 2 min 44 s   | 2 h 13 min 06 s | 1 min 14 s   | 1 h 22 min 17 s |
| 10                      | 4 h 03 min 59 s  | Richie Cunningham | États-Unis       | 25 min 11 s  | 2 min 25 s   | 2 h 15 min 16 s | 59 s         | 1 h 20 min 09 s |
| *Course record; Source: |                  |                   |                  |              |              |                 |              |                 |

### Femmes
| Pos.    | Temps           | Nom                | Pays             | Détail temps | Détail temps | Détail temps    | Détail temps | Détail temps    |
| Pos.    | Temps           | Nom                | Pays             | Natation     | T1           | Cyclisme        | T2           | Course à pied   |
| ------- | --------------- | ------------------ | ---------------- | ------------ | ------------ | --------------- | ------------ | --------------- |
|         | 4 h 28 min 05 s | Leanda Cave        | Grande-Bretagne  | 26 min 07 s  | 2 min 49 s   | 2 h 28 min 18 s | 1 min 00 s   | 1 h 29 min 53 s |
|         | 4 h 29 min 24 s | Kelly Williamson   | États-Unis       | 26 min 05 s  | 2 min 47 s   | 2 h 36 min 27 s | 48 s         | 1 h 23 min 19 s |
|         | 4 h 32 min 32 s | Heather Jackson    | États-Unis       | 28 min 54 s  | 2 min 47 s   | 2 h 27 min 45 s | 54 s         | 1 h 32 min 13 s |
| 4       | 4 h 35 min 13 s | Melissa Hauschildt | Australie        | 28 min 44 s  | 2 min 59 s   | 2 h 29 min 32 s | 55 s         | 1 h 33 min 05 s |
| 5       | 4 h 36 min 08 s | Joanna Lawn        | Nouvelle-Zélande | 28 min 39 s  | 3 min 06 s   | 2 h 33 min 44 s | 1 min 18 s   | 1 h 29 min 23 s |
| 6       | 4 h 36 min 56 s | Heather Wurtele    | Canada           | 28 min 17 s  | 3 min 05 s   | 2 h 34 min 50 s | 58 s         | 1 h 29 min 48 s |
| 7       | 4 h 37 min 03 s | Magali Tisseyre    | Canada           | 28 min 34 s  | 3 min 02 s   | 2 h 34 min 45 s | 1 min 15 s   | 1 h 29 min 28 s |
| 8       | 4 h 37 min 15 s | Julia Gajer        | Allemagne        | 28 min 35 s  | 2 min 49 s   | 2 h 34 min 30 s | 1 min 07 s   | 1 h 30 min 16 s |
| 9       | 4 h 37 min 40 s | Margaret Shapiro   | États-Unis       | 28 min 00 s  | 2 min 42 s   | 2 h 33 min 05 s | 51 s         | 1 h 33 min 05 s |
| 10      | 4 h 39 min 59 s | Jeanne Collonge    | France           | 28 min 57 s  | 3 min 04 s   | 2 h 35 min 09 s | 1 min 10 s   | 1 h 31 min 41 s |
| Source: |                 |                    |                  |              |              |                 |              |                 |